# البتروكيماويات المصرية
البتروكيماويات المصرية أو (بالإنجليزية: EPC - Egyptian Petrochemichal Co)‏ هي احدي شركات قطاع البترول المصري, والتي تأسست عام 1981 برأس مال مصدر 75 مليون جنيه مصري والذي تم زيادته عام 1984 ليصبح 105 مليون جنيه مصري ثم وصل إلى 578 مليون جنيه مصري. وتمتلكها بالكامل الهيئة المصرية العامة للبترول.
وتمتد مساحة عمل الشركة إلى حوالي 516 فدان بمنطقة العامرية المجاورة لطريق مصر إسكندرية الصحراوي .

## رؤساء الشركة
- أحمد كامل موقع.
- محمد عبد العزيز متولي.
- جابر حسن.[1]
- سعيد إبراهيم.[1]
- سعيد عبد العزيز.[2]
- محمد مجدى عبد الودود.
- أشرف البقلي.
- أحمد البورديني.
- صفوت بدير.
- فوزي عمار.[3]

## وصلات خارجية
- موقع وزارة البترول والثروة المعدنية
- الهيئة المصرية العامة للبترول
- شركة البتروكيماويات المصرية